# Samuel Bellamy
Samuel Bellamy, também conhecido como "Black Sam" Bellamy (Devonshire, c. 23 de fevereiro de 1689 – Massachusetts, 26 de abril de 1717), foi um pirata inglês do início do século XVIII.
Apesar de sua carreira conhecida como um capitão pirata tenha durado pouco mais de um ano,  Bellamy e sua equipe capturaram mais de 50 navios antes de sua morte aos 28 anos.
Chamado de "Black Sam" no folclore de Cape Cod porque ele evitou de usar a então  peruca branca que estava na moda em favor de amarrar em volta da cabeça seu longo cabelo em um laço simples[carece de fontes?], Bellamy tornou-se conhecido pela sua misericórdia e generosidade para com aqueles que ele capturou em suas incursões.
Esta reputação fez com que ganhasse o segundo apelido "Principe dos Piratas ", e sua tripulação se auto-intitulava os “Homens de  Robin Hood".[carece de fontes?]

## Biografia
Bellamy era provavelmente o mais novo dos seis filhos de Stephen e Elizabeth Bellamy nascido na freguesia de Hittisleigh em Devonshire em 1689.
Elizabeth morreu no parto e foi sepultada em 23 de fevereiro de 1689, três semanas antes do batismo de Samuel em 18 de março. O futuro pirata tornou-se marinheiro ainda jovem e viajou para Cape Cod, onde, segundo a lenda local, teve um caso com uma garota local chamada Maria Hallett. Ele logo deixou Cape Cod-segundo Hallett- para resgatar o tesouro da Frota da Prata espanhola que havia afundado na costa da Flórida, acompanhado por seu amigo e financiador Paul (ou Palgrave, Paulgrave, Paulsgrave) Williams. Os caçadores de tesouros, aparentemente, tiveram pouco êxito, pois logo se voltaram para pirataria na tripulação do capitão pirata Benjamin Hornigold, que comandou o Mary Anne (ou Marianne) com seu primeiro companheiro Edward "Barbanegra" Teach.
No verão de 1716, Samuel Bellamy desafiou Hornigold para obter o cargo de capitão. Bellamy estava irritado pela falta de vontade de Hornigold em atacar navios da Inglaterra, seu país de origem. Hornigold acabou por ser deposto como capitão do  Mary Anne e  Bellamy foi eleito pela tripulação em seu lugar. Após a captura de um segundo navio, o  Sultana, Bellamy atribuíu o seu amigo Paul Williams como capitão de Mary Anne e fez do  Sultana seu navio. No entanto, a maior captura de Bellamy estava por vir na primavera de 1717, quando ele e sua tripulação perseguiram e tomaram o Whydah Gally (pronuncia-se "WIH-duh"). O “Whydah”, um navio negreiro inglês de 300 toneladas, tinha acabado a segunda etapa do tráfico de escravos e estava carregado de ouros e bens de comércio. Fiel à sua reputação de generosidade, Bellamy deu a “Sultana” ao capitão Lawrence Prince, do então capturado Whydah, e, equipando seu novo navio com vinte e oito canhões (atualizado a partir de seu original de 18), dirigiu-se ao norte ao longo da costa leste da Nova Inglaterra.

## Morte
Assim que o  “Whydah e o Mary Anne” se aproximaram de  Cape Cod, Williams disse Bellamy que queria visitar sua família em Rhode Island, e os dois concordaram em se reunir novamente perto Maine. Se Bellamy pretendia revisitar sua amante Maria Hallett, ele falhou. O Whydah foi varrido por uma violenta tempestade em  Cape Cod à meia-noite, e acabou por ser arrastado até uma praia perto do que hoje é Wellfleet, Massachusetts.
Passados 15 minutos da meia-noite, o barco levado de volta, onde virou com Bellamy e  seus tripulantes dentro. Cento e três corpos foram reconhecidos após serem trazidos pela maré e foram enterrados pelo legista da cidade, deixando 43 corpos desaparecidos. O Mary Anne” também foi destruído na tempestade, deixando  seis sobreviventes.
Os que restaram dos barcos foram capturados e julgados por pirataria em Boston, sendo seis enforcados em outubro de 1717 (O Rei Jorge havia perdoado os condenados, mas o decreto real chegou três semanas após o enforcamento). Dois foram libertados, pois o tribunal entendeu que haviam sido forçados para cometer os crimes.

## Fama
Em 1984, Bellamy tornou-se famoso novamente quando os destroços de seu navio Whydah foi finalmente descoberto, sendo o navio pirata o primeiro  a ser recuperado em águas dos EUA nos tempos modernos. No momento do seu afundamento, oWhydah era o maior navio pirata capturado, e seu tesouro incluia grandes quantidades de indigo, marfim, ouro, e mais de 30.000 libras (aproximadamente 4,5 a 5 toneladas).
A descoberta dos destroços foi feita em julho de 1984 por uma equipe de mergulho liderada e financiada pelo explorador subaquático Barry Clifford. Em 1985, Clifford recuperou sino do navio em que estavam as palavras "O Gally Whydah 1716", e posteriormente fundou a Whydah Pirate Museum em MacMillan Wharf em Provincetown, Massachusetts,  dedicada a Samuel Bellamy e seu navio.O museu abriga muitos artefatos que foram trazidos do naufrágio real, incluindo um canhão encontrado recheado com pedras preciosas, ouro e artefatos.
Uma parte dos cerca de 200.000 artefatos até agora recuperados estão em uma turnê de seis anos pelos Estados Unidos sob o patrocínio da The National Geographic Society.